# Lo Zoo di 105 Compilation
Lo Zoo di 105 Compilation è la prima compilation dell'omonimo programma radiofonico, pubblicata il 21 novembre 2008.

## CD1
1. Bloom 06 - Welcome To The Zoo - 4:32
2. Peter Wag vs. Gianluca Argante feat. Daniel Lingham - You - 3:45
3. September - Cry For You - 3:32
4. DB Boulevard feat. Kenny Thomas - You're The One (Jerome Isma-ae Remix) - 5:00
5. Cidinho & Doca - Rap Das Armas - 4:45
6. Alex Gaudino vs Nari & Milani feat. Carl - I'm a DJ - 4:59
7. Kid Cudi vs Crookers - Day 'n' Nite (Crookers Remix) - 2:57
8. Starchaser - A New Society - 4:11
9. Dave Darell - Children - 5:15
10. P-Noise - Revenge (Medley With or Without You) - 5:35
11. Dataworx - Control - 4:41
12. Cunnie Williams - Saturday 2008 (Ag & Jr Remix) - 4:49
13. The Tamperer feat. Maya - Feel It (Steve Mac Main Mix) - 4:47
14. Funkerman feat. JW - One For Me - 3:29
15. Wender vs. Gino Lo Spazzino feat. Gigi D'Agostino - Tutto apposto a Ferragosto - 4:04

## CD2
1. Axwell & Bob Sinclar feat. Ron Carroll - What A Wonderful World - 4:44
2. Fedo Mora & Camurri - After The Rain (Rivaz Rmx) - 5:40
3. Spoon, Harris & Obernik - Baditude	- 4:35
4. J Nitti feat. Shirley Davis - Deep Down - 3:21
5. Martin Solveig feat. Lee Fields - I Want You - 3:39
6. Timmy Vegas And Bad Lay-Dee - Another Dimension - 3:36
7. Jan Claude Ades - I Begin To Wonder 2008 - 4:42
8. Kylian Mash & Laurent Konrad pres. Discobitch - C'est Beau La Bourgeoisie - 3:44
9. Silky Sunday - Friend - 3:39
10. Katy Perry - I Kissed A Girl (Jason Nevins Funkrokr Extended Mix) - 4:31
11. David Guetta - Joachim Garraud - Tocadisco - Chris Willis - Tomorrow Can Wait - 4:43
12. Zoe Badwi - Release Me (Mind Electric Remix) - 4:17
13. Axwell & Dirty South feat. Rudy - Open Your Heart - 4:35
14. Christian Falk feat. Robyn - Dream On - 2:38
15. Anonimo - Ragazzini di 13 anni - 5:55

## Curiosità
- Nella tracklist riportata sul retro della confezione, la traccia 6 del CD1 è erroneamente indicata come Wash My World di Laurent Wolf.